# Punta Alta
Punta Alta es una ciudad de Argentina que se encuentra ubicada en el sudoeste de la provincia de Buenos Aires. Es cabecera del partido de Coronel Rosales. Se sitúa en la región pampeana, a poca distancia de la región patagónica. 
Su fundación quedó estipulada el 2 de julio de 1898, momento en el cual comienza la construcción del Puerto Militar, con la colocación del primer pilote y el asentamiento de los trabajadores que prestaban mano de obra en la construcción en lo que sería la futura ciudad.
Presenta una amplia oferta turística, como los balnearios de Arroyo Pareja y Punta Ancla y los diversos museos de diferentes asuntos, desde la historia de la ciudad hasta exposciciones de la historia geológica del partido que ecabeza; piezas fósiles, maquetas y moldes del yacimiento de paleoignitas. Además, se encuentra a escasos kilómetros de la localidad de Villa del Mar y a unos 68 km de la localidad balnearia de Pehuen-Có.
En su región, la ciudad de Punta Alta se posiciona como la segunda con mayor población, con 58 315 habitantes según el Censo Nacional de Población 2010.

## Toponimia
El nombre “Punta Alta” es muchísimo anterior a la fundación de la ciudad homónima, ya que este era el nombre dado a un accidente geográfico situado en la costa norte de la bahía Blanca. Este accidente figura en cartas náuticas de principios del siglo XIX. Más específicamente, su más antigua mención encontrada hasta ahora aparece en la “Carta de la Provincia de Buenos Aires”, realizada por Bartolomé Muñoz y editada en Londres en diciembre de 1824. Por su parte, cuando Charles Darwin visitó la región, en su Diario de viaje a bordo del Beagle en 1832 lo menciona siempre en castellano, por lo que el nombre no fue puesto por él.
Evidentemente, fueron los antiguos loberos y comerciantes que cubrían por mar la ruta entre Carmen de Patagones y Buenos Aires los primeros que tuvieron que llamar así al lugar. Ellos se adentraban en la bahía en busca de refugio ante tormentas o, para calafatear sus naves y buscaban siempre referencias en la costa bastante uniforme para no extraviarse.
En este contexto, tomaron de referencia a un accidente geográfico que se destacaba en la costa de la bahía, la «punta alta». Este accidente geográfico era muy particular y reconocido por su composición, ya que consistía en una punta (es decir, una lengua de tierra que se adentra en el mar) con una barranca que corría perpendicular al mar. Sobre esta barranca, se situaba un médano el cual le daba a la “punta” su característica de “alta”. Ese médano, conforme a estudios posteriores de relevamiento del lugar, tenía una cota de 21 metros sobre el nivel del mar.
Posteriormente, se llamó "Punta Alta"  al paraje circundante y por eso mismo, la estación  del Ferrocarril del Sud construida en ese paraje tuvo ese nombre. Al igual que otras localidades de la provincia, el pueblo formado alrededor de la estación tomó su nombre de ella.
Actualmente, el lugar donde se ubicaba la Punta Alta fue modificado. La línea de costa se encuentra alterada por acción antrópica. Sobre lo que fue la punta se apoyan los muelles de la Base Naval. Una parte significativa de la barranca fue removida al hacerse las obras del puerto militar. En lo que al médano se refiere, sobrevive como basamento la Torre de Señales de la Base Naval. Al momento de definir el sitio para la ubicación del edificio, se tuvieron en cuenta los accidentes geográficos naturales más altos dados por los médanos que se encontraban en el ingreso del puerto militar, llegándose a la conclusión que la Punta Alta era las más apropiada, pues permitía divisar la entrada a la ría, el puerto y la misma Base Naval en su conjunto.

## Historia

### Pobladores autóctonos
Los primeros rastros de  presencia humana en el sur de la provincia de Buenos Aires  son de cerca de 10.000 años.  Se trataban de grupos que habitaron el sistema serrano de Tandilia, Ventania  y la llanura interserrano. Nómades, su economía era la de cazadores recolectores y estaban organizados.
En la zona actual de la ciudad de Punta Alta estaban presentes dos grupos aborígenes: los  Linares y los Ancalao. Estos pertenecían, según varios autores, a dos parcialidades étnicas diferentes. Los primeros eran de origen pehuenche o guenaken o mestizo, mientras que los otros eran de ascendencia boroga. Los borogas, al mando del cacique Venancio Coñhuepán, habían arribado a la zona hacia 1827, acompañando al Coronel Ramón Estomba como fuerzas auxiliares en la fundación de la Fortaleza Protectora Argentina (hoy ciudad de Bahía Blanca), estableciéndose en las inmediaciones de la actual Aldea Romana, cercanías del cementerio y Arroyo Napostá.
Desde un principio, junto a los Linares, fueron considerados “indios amigos”, asentándose en forma permanente dentro de la línea de frontera, y auxiliando militarmente a la guarnición regular del fuerte. La implementación de este “modus vivendi” entre blancos e indígenas se debió a varios factores. El principal se debe a que para la Fortaleza Protectora Argentina, las grandes distancias con otros centros poblados y la irregularidad en las comunicaciones y transportes, hicieron que la convivencia amistosa y el comercio con los indígenas fuesen de vital importancia para el mantenimiento del fuerte. 
De esta manera, los Ancalao y los Linares, como “indios amigos” de Bahía Blanca, contribuyeron tanto en la defensa del fuerte como en las acciones punitivas durante una década.
Pocos años más permanecieron en cercanías de Bahía Blanca, ya que, a principios de la década de 1880, fueron erradicados del ejido bahiense, alegando razones de salubridad dado el brote de tifus desatado por ese tiempo. Se establecieron, entonces, en los campos próximos al barrio puntaltense de Ciudad Atlántida y a la localidad balneario de Arroyo Pareja, en una “suerte de estancia”. Los Linares, bajo el mando de don Fernando, hicieron lo propio en los parajes próximos a las actuales baterías de defensa.

### Primeros Asentamientos
Hacia el último tercio del siglo XIX, la organización social y política del país, la modernización en los sistemas de producción, la inmigración y la expansión hacia el sur llevaron a la Argentina a un período de prosperidad sin precedentes.
Por esos años,  nuestro país también comenzó a tener tensas relaciones con Chile que hacían muy probable un conflicto bélico. Además, sucedieron diferentes acontecimientos, tantos internos como externos,  que dieron como resultado un incremento de la Flota de Mar y de armamento bélico.  Entre esas compras, se destacan dos cruceros acorazados de gran porte y tamaño; los acorazados San Martín y Garibaldi. Dicho incremento armamentístico implicó también la necesidad de un dique de carena apto para reparar los cruceros adquiridos, debido a que el país no contaba con una instalación de semejante envergadura en ese momento.
Estudios del capitán Félix Dufourq determinaban como lugar más propicio a Puerto Belgrano, situado en la ensenada de la bahía Blanca. El 2 de julio de 1898 quedó inaugurado oficialmente el inicio de las obras de construcción del Puerto Militar, con la colocación del primer pilote. Fecha que quedó estipulada también como fundación de la ciudad de Punta Alta, debido al aluvión de gente que se asentó a los alrededores de la construcción, prestando mano de obra para la realización del puerto. Las obras estuvieron a manos del ingeniero italiano Luigi Luiggi
Pero el poblamiento de la ciudad de Punta Alta es mucho más antiguo al estipulado por su año de fundación, en 1898.  Además de las tolderías de grupos aborígenes anteriormente nombrados, en tierras cercanas a Arroyo Pareja se había gestado un breve desarrollo de actividades industriales y tareas vinculadas con el ámbito rural.
En 1898 se realizó el remate de 1194 hectáreas divididas en chacras y quintas, en lo que posteriormente se llamó al barrio Ciudad Atlántida. La cercanía a Arroyo Pareja permitió un espectacular negocio especulativo de tierras, contemplando que los terrenos se valuarían merced a los trabajos del Puerto Militar.
Los trabajos en dicho puerto trajeron aparejado los primeros asentamientos que se ubicaron en la zona de Arroyo Pareja. Alrededor de 15 manzanas, conformados por unos mil obreros del puerto militar, respetando la estructura de implantación de los primitivos pueblos, esto se debía a que el abastecimiento no solo era de materiales de construcción, sino alimentos y pertrechos, llegaban por el puerto natural de Arroyo Pareja.

### Conformación del actual casco céntrico
La falta de infraestructura trajo problemas de abastecimientos, no solo al sector del puerto, sino también a los arsenales y Punta sin Nombre.
Por ello, surgió una vía de comunicación terrestre entre Bahía Blanca y los obrajes para el suministro. La llegada del Ferrocarril Sud en septiembre de 1898 como parte de la línea que nacía en Grünbein (Bahía Blanca), y terminaba (con el nombre de Ferrocarril Estratégico) en las Baterías de defensa costera, determinó que el núcleo de población se trasladase desde Arroyo Pareja a lo que hoy es el centro de Punta Alta.
La llegada del ferrocarril al poblado provocó un nuevo asentamiento que le permitía estar en relación directa con la llegada de provisiones y mantener su cercanía a su fuente de trabajo. Así, como tantas otras localidades argentinas que tuvieron más o menos el mismo origen, el pueblo que surgió espontáneamente a la vera de las vías, tomó el nombre de la estación ferroviaria, que a su vez lo tomó del paraje: Punta Alta.
Las primeras casillas que se construyeron cerca de las vías y de la estación dieron origen a un centro urbano que creció de golpe: de los 790 habitantes contabilizados en 1901 se pasó a 7500 en 1906, para seguir creciendo de manera exponencial años posteriores.

### La ciudad en la primera mitad delSigloXX

Esquina de Humberto I y Bernardo de Irigoyen, en el año 1929.

El desarrollo del sector privado (que en esa época representaba el 50 % del PBI de la ciudad) también produjo una sociedad en crecimiento, que tenía iniciativas para mejorar su condición. Es así que, en las tres primeras décadas del siglo pasado, Punta Alta desarrolló una serie de entidades destinadas a paliar las necesidades de la población. 
De este modo, se fundaron entidades mutualistas para la atención médica de los asociados (Asociación Española, 1910 y Sociedad Italiana, 1911); cooperativas para proveer bienes y servicios de calidad (Cooperativa Obrera Económica de Consumos, 1913 y Cooperativa Eléctrica, 1926); corporaciones para la defensa de intereses sectoriales o de la ciudad (Liga Comercial y de Defensa Local, 1916; Sociedad de Fomento, 1920; Asociación de Bomberos Voluntarios, 1925); instituciones recreativas, deportivas y culturales (Clubes Rosario Puerto Belgrano, 1920 y Sporting, 1925; Biblioteca J.B. Alberdi, 1933).
La ciudad también presentaba un sector obrero importante, ya que a los trabajadores civiles de la Base se sumaban los ferroviarios y los obreros portuarios. Además de estas grandes empresas, existían en la ciudad pequeños comercios y talleres, tales como una fábrica de jabón, otra de fideos secos, varios talleres metalúrgicos y algunas imprentas. 
Es por eso que Punta Alta poseía un grupo considerable de simpatizantes de partidos de izquierda (socialistas, anarquistas), que se sumaban a partidos de clase media como radicales y conservadores. Esta variedad se expresaba en la prensa escrita, que muchas veces era vocera de fracciones políticas determinadas. Hacia 1919, por ejemplo, circulaban siete periódicos locales.

### Autonomía comunal
Desde el nacimiento de la ciudad, se produjeron diferencias entre los habitantes del pueblo y las autoridades de Bahía Blanca (de quienes se dependía políticamente) por la actitud de abandono y desinterés que evidenciaban. La escasa inversión en obras públicas no se condecía con las importantes sumas de dinero que recaudaba el pueblo. Por eso, durante décadas se conformaron distintas comisiones pro autonomía, cuya misión fue concientizar a la población de la necesidad de conformar un nuevo partido que incluyera a Punta Alta y su zona de influencia. Estas nunca daban resultados significativos, hasta 1944.

#### Creación del Partido de Coronel de Marina Leonardo Rosales

Firma de la Autonomía de Punta Alta y conformación del partido de Corone Rosales

En agosto de 1944 se reiniciaron las gestiones a favor de la autonomía comunal que nunca tenían un buen resultado, siendo Jefe de la Oficina Municipal el teniente de fragata Emilio Xiberta, quien convocó a los más destacados vecinos a fin de formar una nueva Comisión Pro Autonomía Comunal, contando con el apoyo del Jefe de la Base Naval Capitán de Navío Carlos Saravia.
Quedó finalmente conformada bajo la presidencia del Dr. Carlos Gericke, siendo también integrantes el Dr. Gabriel Casas, contador Enrique Iervolino, Raúl Beret, Romeo Ferrandi, Domingo Ferro, arquitecto Dante Patrignani, profesores Carlos Vázquez y Gerónimo Merino, Antonio Mut, Roberto Patrignani y José Menicucci.
Dicha agrupación trabajó con acierto, entusiasmo y claridad, realizando múltiples trámites con las autoridades de la Base Naval y altos jefes de la Armada y preparando un extenso Memorial para ser elevado a la Intervención Federal de la Provincia de Buenos Aires, solicitando la creación del Partido de Coronel de Marina Leonardo Rosales, con la ciudad de Punta Alta como cabecera.
A principios de 1945 asumió el Dr. Juan Atilio Bramuglia al cargo de Interventor Federal, quien se mostró interesado con respecto al proyecto autonómico y aceptó efectuar una visita a la ciudad.
La misma se llevó a cabo el día 24 de marzo y, ante una multitud de más de 7000 personas congregadas en la Plaza General Belgrano, el funcionario anunció el otorgamiento de la tan ansiada autonomía, cuyo decreto sería firmado en el curso de la semana, en La Plata. Finalmente el 28 de marzo, cuatro días después, se firmó el decreto N.º 4870, estableciendo la creación del Partido de Coronel de Marina Leonardo Rosales, para regocijo de los miembros de la Comisión Pro Autonomía, presentes en dicho acto, y toda la población.
Una vez firmado el decreto, Bahía Blanca reaccionó enérgicamente, como ya lo había hecho en otras ocasiones. La protesta se fundó, sobre todo, en los límites fijados para la nueva comuna, por lo que el Dr. Bramuglia expidió un segundo decreto, el N.º 6404, declarando provisorios los límites asignados a Coronel Rosales.
Como era de suponer, esto último provocó a su vez la reacción del vecindario puntaltense: cientos de telegramas fueron remitidos a las autoridades provinciales y nacionales y una delegación se dirigió a La Plata para entrevistarse con el Interventor. Resultado de tales gestiones fue el decreto N.º 7361, fijando el 12 de mayo como fecha de asunción de las nuevas autoridades comunales y estableciendo definitivamente los límites del municipio.
El 12 de mayo, fecha que hoy se recuerda como el "Día de la Autonomía", Punta Alta recibió nuevamente a los altos funcionarios provinciales, quienes simbólicamente firmaron el decreto de autonomía, asumiendo el Dr. Carlos Gustavo Gericke al cargo de Comisionado Municipal.

### Punta Alta de la segunda mitad delsigloXX

Calle Bernardo de Irigoyen en la década de 1930.

A partir de la década de 1940 la situación experimentó un cambio. En 1946, los FF.CC. fueron nacionalizadas y décadas más tarde, se levantaron tramos enteros de vías, con lo que los servicios desaparecieron. El puerto comercial de Arroyo Pareja pasó a depender de la Armada y fue desafectado hasta años recientes. 
Paralelamente, en esos años, la política gubernamental favoreció a las fuerzas armadas, por lo que la marina experimentó un crecimiento inusual. La Base Naval de Puerto Belgrano y la Base Baterías crecieron con la expropiación que realizó el Estado de terrenos cercanos y su necesidad de personal civil y militar para cumplir tareas operativas y de servicio se incrementó notablemente.
También en 1945, al crearse el Partido de Coronel Rosales, la nueva municipalidad se vio obligada a incorporar un gran número de agentes para cumplir con sus tareas propias. Todo este proceso de crecimiento del sector estatal en desmedro del privado se incrementó en décadas posteriores, por lo que el perfil de ciudad cambió de manera radical. El crecimiento de la Base Naval, sobre todo en la parte de Talleres, respondía a una visión estratégica que tendía a consolidar la soberanía tecnológica y armamentística con un pilar en las FF. AA..
Esto explica, en parte, el crecimiento poblacional experimentado por la ciudad a partir de la década de 1950, conforme se incrementaba el empleo vinculado a la Armada: de casi 20.000 habitantes en 1947, se pasa a 35.500 en 1960 y a poco más de 51.000 en 1970. A partir de allí, la población volvió a experimentar un crecimiento muy lento, situación que continúa hasta hoy.[cita requerida]

## Economía

Vista aérea de la ciudad. Al fondo, la Base Naval Puerto Belgrano.

Punta Alta es ciudad cabecera de un partido que posee una estructura económica caracterizada por su polarización y especialización, cuyos rasgos más sobresalientes son sus tres sectores: el sector primario, secundario y terciario.

### Sector primario
En cuanto a producciones primarias intensivas se pueden citar: la apicultura, con un amplio potencial debido a la gran y variada floración del partido que encabeza; la cunicultura; un desarrollo de industria avícola; criaderos de chinchillas y la producción de hongos. 
Sobre la producción pesquera se puede decir que la amplia zona costera y la rica fauna ictícola de la bahía y el resto del mar argentino favorece la captura comercial de diversas especies entre las que se destacan corvina, langostino, camarón, pescadilla, tiburón, pulpo, etc.
La actividad hortícola es complementaria, no muy desarrollada y se concentra principalmente en Villa Arias, a unos 8 km del centro de Punta Alta. Se destacan los cultivos de tomates, cebolla, acelga, pimientos y algunas variedades de zapallos.
En lo que se refiere a ganadería, esta es presentada casi en su totalidad por ganado vacuno, destinado a la industria de la carne, existiendo también ovinos y en menor medida porcinos. El destino principal de la faena de ovinos es para consumo familiar, mientras que la faena de ganado vacuno es comercializada en los centros urbanos de la región, produciendo óptimas respuestas productivas y económicas. Existen también rodeos destinados a la producción tambera, que forman parte de una cuenca lechera regional. De todas maneras, generó la fundación de CAIPAL, una de las usinas lácteas más importantes de la zona.

### Sector secundario

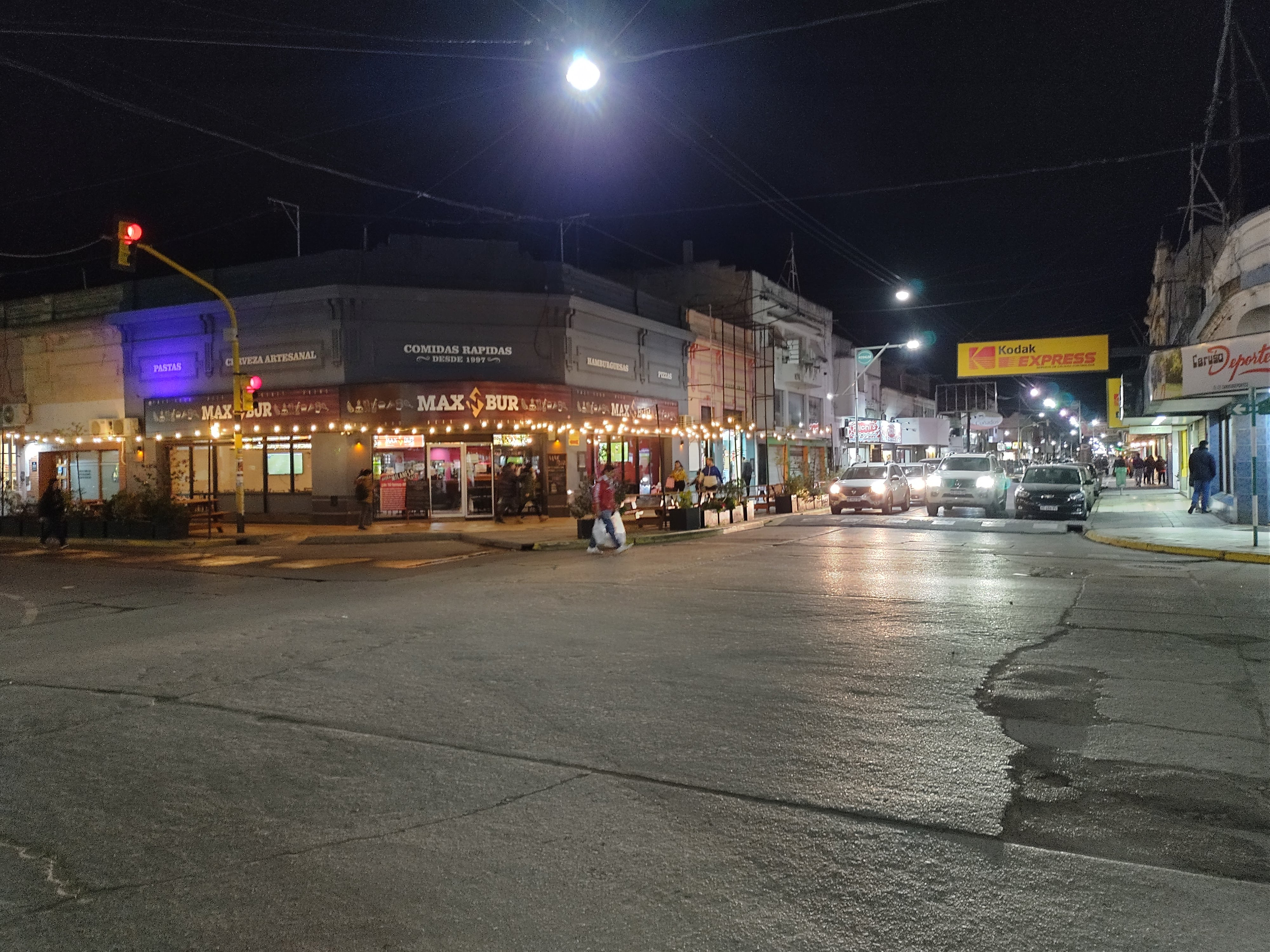
Zona céntrica de Punta Alta, en la intersección de las calles Bernardo de Irigoyen y Humberto I.

En cuanto al este sector, la incidencia de este en el producto bruto local no es mayoritaria. En el ámbito urbano se localizan poco más de 50 locales industriales vinculados mayoritariamente, a las demandas locales y regionales de bienes de consumo no durables y con la producción de agroalimentos. La principal característica de estas es su conformación de micro y pequeñas empresas.
Una de las principales ramas de la actividad es la industria alimenticia, representada entre otras por dos molinos harineros, una usina láctea y la producción de hongos champiñones. Otras actividades importantes son: la construcción, la metalurgia y las industrias del plástico y la talabartería. Pueden citarse numerosas panaderías, fábricas de pastas, imprentas y mueblerías.

### Sector terciario
Es el más importante de la economía local, está compuesto por una estructura relacionada con tareas de fabricación, reparación y mantenimiento realizadas por el complejo naval de Puerto Belgrano, donde los Talleres Generales están especializados, con un alto nivel de calificación de la mano de obra. Se destacan por sus actividades de mantenimiento y reparación de la flota de mar. Idénticas actividades se realizan a buques de terceros, a través de pequeñas y medianas empresas de carácter privado.

### Actividad petrolera

Puerto Rosales, puerto comercial de Punta Alta. También, se puede ver las terminales de Oiltanking Ebytem S.A.

A través de la empresa petrolera OilTanking EbytemEs, el Puerto de la ciudad tiene una importante actividad petrolera especializada en el transporte de petróleo y sus derivados qué, a través de la existencia de monoboyas petroleras ubicadas dentro del radio de Puerto Rosales, representa entre el 50 % y 60 % del tonelaje total que circula por los puertos de la bahía.

### Actividad turística
Para el desarrollo de la actividad turística, Punta Alta cuenta con una amplia cartera de museos y afines de interés, desde el punto de vista histórico, científico y turístico, que motiva la realización de distintos circuitos dentro de la ciudad y del partido.
Así mismo, la ciudad cuenta con los balnearios de Arroyo Pareja, Punta Ancla y Villa del Mar, con posibilidades de deportes acuáticos e instalaciones para embarcaciones. El turismo se concentra principalmente en la localidad balnearia de Pehuen Co, a unos 60 km de Punta Alta. Esta villa posee una amplia y variada forestación, con aguas cálidas y mansas e importantes yacimientos fósiles del período cuaternario.

### IDH y analfabetismo
Los índices de desarrollo humano son buenos. El 85,85% de la población habita en casas de materiales resistentes y sólidos, con todos los elementos de aislación y terminación y solamente un 0,59% vive en casas construidas con materiales de desecho o no sólidos.
Un 81% de los hogares tiene acceso a la red de cloacas. Se calcula en un 15,8% la población con necesidades básicas insatisfechas.
La tasa de analfabetismo es de solo el 0,68%.

### La economía puntaltense en la antigüedad
A principios del siglo XX, la ciudad tuvo un perfil económico diferente. 
Punta Alta fue asiento de importantes inversiones de empresas privadas extranjeras: el Ferrocarril del Sud, de capital británico, llegó con sus vías en agosto de 1898. En 1903 se concesionó un ferrocarril para unir el puerto de Rosario con Punta Alta, donde ya se proyectaba una terminal de embarque de granos; para tal fin, se formó en París la Compagnie du Chemin de Fer de Rosario à Puerto Belgrano (Compañía del Ferrocarril Rosario Puerto Belgrano), con la participación de grandes financistas, entre ellos el Banco Paribas. La línea férrea se inauguró en diciembre de 1910. Con capitales franceses empezaron a construir un puerto comercial en la desembocadura del Arroyo Pareja (a 2 km del casco urbano), llamado a ser el puerto cerealero más importante de América del Sur. Proyectado por el Ing. Abel Julien Pagnard, las obras se iniciaron a principios de 1912.
Pero después de la Primera Guerra Mundial la construcción quedó paralizada y solo se habilitó una parte del conjunto proyectado. Fue nacionalizado en diciembre de 1947 por el primer gobierno de Perón y se lo llamó Puerto Rosales, en memoria del héroe naval epónimo del partido.
Hoy la reactivación del puerto conjuntamente con la puesta en marcha de la zona Franca Bahía Blanca-Coronel Rosales constituye una esperanza cierta del despegue económico de la ciudad.
Asimismo es de destacar que Punta Alta tiene el orgullo de ser la ciudad donde se fundó la primera Cooperativa Eléctrica de Argentina (1927), que aún funciona proveyendo de fluido eléctrico al distrito. La Cooperativa Eléctrica local cuenta con aerogeneradores de electricidad, que constituyen el "Parque Eólico Centenario", uno de los más importantes del país.

## Demografía

### Población
Cuenta con 64,244 habitantes (Indec, 2022), lo que representa un incremento del 10.2% frente a los 58,315 habitantes (Indec, 2010) del censo anterior.
La población de la ciudad presentó etapas donde la misma crecía de una manera exponencial, seguida por periodos donde se estancaba. Es así que en los primeros años, se pasó de 790 habitantes en 1901 a 7500 en 1906 y casi 10 000 en 1914. Estos picos poblacionales se explican por las oportunidades de empleo que generaba la ciudad en cuanto a los sectores públicos y privados. Luego, se ameseta hasta mediados del siglo XX, donde tiene un brusco salto producto al incremento del empleo ligado a la Armada, es decir, a la Base Naval Puerto Belgrano.
El crecimiento poblacional se encuentra estancando en forma negativa hasta 1991. Con el censo 2001 se percibió una leve mejora, pero la misma continuaría en el próximo censo. El censo de 2010 tuvo un incremento de solo el 1% de la población, contando 31400 mujeres y 30200 hombres.
| Gráfica de evolución de Punta Alta entre 1901 y |
|                                                 |
| Fuente: Fuente: Censos nacionales del INDEC     |

### Barrios

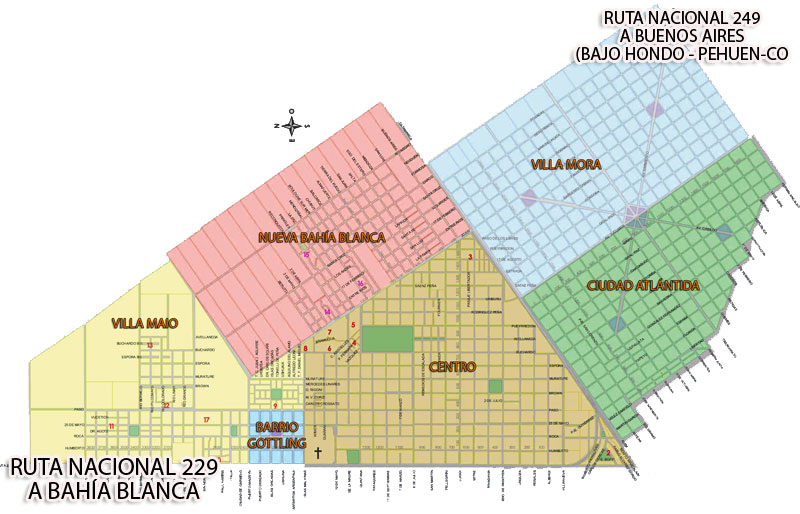
Plano de la ciudad de Punta Alta

La ciudad de Punta Alta está dividida por los siguientes barrios:
- Barrio Norte
- Barrio San Martín
- Barrios ATEPAM 
  - I
  - II
  - III
- Barrios Luiggi 
  - I
  - II
- Barrio Los Álamos
- Barrio Nueva Bahía Blanca
- Barrio Ciudad Atlántida
- Barrio Los Rosales
- Barrio Congreso
- Barrio El Trébol
- Barrio Villa Laura
- Barrios Albatros
  - V
  - XIV
  - XV
  - XX
  - XXVII
- Barrio Centenario
- Barrio Göttling
- Barrio Merino
- Barrio Villa Maio
- Barrio 27 de Septiembre
- Barrio Néstor Kirchner
- Barrio Millenium 69
- Barrio Empleados de Comercio
- Barrio "Cooperativa de Viviendas"
- Centro
- Barrios ATE 
  - III
  - IV
  - V
  - VI
  - VII
  - VIII

## Clima
Al ser una ciudad ubicada en el sur de la Provincia de Buenos Aires, Punta Alta posee un estado climático denominado templado pampeano, eso en términos coloquiales, según la clasificación climática de Köppen es “clima subtropical húmedo”. Lo que varía en la ciudad de Punta Alta es las temperaturas máximas o mínima por estación.
Las temperaturas en Punta Alta dependen de la estación, en invierno la temperatura media es de 12 grados centígrados, la temperatura máxima ronda en los 17 grados centígrados y la mínima 7 grados centígrados. En cambio, en verano, el promedio anual es de unos 26 grados centígrados, las temperaturas máximas llegan alcanzar los 40 grados, y la mínima 19 grados.
En cuanto a precipitaciones, Punta Alta tiene un promedio de 1236,3 mm. La mayor cantidad de precipitaciones se dan en los meses de octubre y noviembre. Una característica importante de este tipo de clima es la alta humedad que presenta la zona, es de aproximadamente u 71.4 % lo cual genera sensación de sofoco en especial en la época de verano.
| Parámetros climáticos promedio de Punta Alta (1961–1990, extremas 1970–2014) | Parámetros climáticos promedio de Punta Alta (1961–1990, extremas 1970–2014) | Parámetros climáticos promedio de Punta Alta (1961–1990, extremas 1970–2014) | Parámetros climáticos promedio de Punta Alta (1961–1990, extremas 1970–2014) | Parámetros climáticos promedio de Punta Alta (1961–1990, extremas 1970–2014) | Parámetros climáticos promedio de Punta Alta (1961–1990, extremas 1970–2014) | Parámetros climáticos promedio de Punta Alta (1961–1990, extremas 1970–2014) | Parámetros climáticos promedio de Punta Alta (1961–1990, extremas 1970–2014) | Parámetros climáticos promedio de Punta Alta (1961–1990, extremas 1970–2014) | Parámetros climáticos promedio de Punta Alta (1961–1990, extremas 1970–2014) | Parámetros climáticos promedio de Punta Alta (1961–1990, extremas 1970–2014) | Parámetros climáticos promedio de Punta Alta (1961–1990, extremas 1970–2014) | Parámetros climáticos promedio de Punta Alta (1961–1990, extremas 1970–2014) | Parámetros climáticos promedio de Punta Alta (1961–1990, extremas 1970–2014) |
| Mes                                                                          | Ene.                                                                         | Feb.                                                                         | Mar.                                                                         | Abr.                                                                         | May.                                                                         | Jun.                                                                         | Jul.                                                                         | Ago.                                                                         | Sep.                                                                         | Oct.                                                                         | Nov.                                                                         | Dic.                                                                         | Anual                                                                        |
| ---------------------------------------------------------------------------- | ---------------------------------------------------------------------------- | ---------------------------------------------------------------------------- | ---------------------------------------------------------------------------- | ---------------------------------------------------------------------------- | ---------------------------------------------------------------------------- | ---------------------------------------------------------------------------- | ---------------------------------------------------------------------------- | ---------------------------------------------------------------------------- | ---------------------------------------------------------------------------- | ---------------------------------------------------------------------------- | ---------------------------------------------------------------------------- | ---------------------------------------------------------------------------- | ---------------------------------------------------------------------------- |
| Temp. máx. media (°C)                                                        | 30.4                                                                         | 28.9                                                                         | 25.8                                                                         | 21.4                                                                         | 16.9                                                                         | 13.4                                                                         | 13.4                                                                         | 15.3                                                                         | 17.8                                                                         | 21.7                                                                         | 25.9                                                                         | 28.8                                                                         | 21.6                                                                         |
| Temp. media (°C)                                                             | 22.9                                                                         | 21.8                                                                         | 19.5                                                                         | 15.5                                                                         | 11.7                                                                         | 8.6                                                                          | 8.3                                                                          | 9.5                                                                          | 11.7                                                                         | 14.9                                                                         | 18.7                                                                         | 21.4                                                                         | 15.3                                                                         |
| Temp. mín. media (°C)                                                        | 15.5                                                                         | 14.8                                                                         | 13.3                                                                         | 9.7                                                                          | 6.6                                                                          | 3.9                                                                          | 3.3                                                                          | 3.7                                                                          | 5.7                                                                          | 8.2                                                                          | 11.5                                                                         | 14                                                                           | 9.2                                                                          |
| Precipitación total (mm)                                                     | 53                                                                           | 53                                                                           | 84                                                                           | 52                                                                           | 41                                                                           | 29                                                                           | 39                                                                           | 24                                                                           | 44                                                                           | 52                                                                           | 48                                                                           | 61                                                                           | 580                                                                          |
| Días de precipitaciones (≥ 0.1 mm)                                           | 7                                                                            | 6                                                                            | 7                                                                            | 6                                                                            | 6                                                                            | 5                                                                            | 6                                                                            | 5                                                                            | 6                                                                            | 9                                                                            | 8                                                                            | 8                                                                            | 79                                                                           |
| Horas de sol                                                                 | 300.7                                                                        | 254.3                                                                        | 195.3                                                                        | 192.0                                                                        | 127.1                                                                        | 111.0                                                                        | 111.6                                                                        | 145.7                                                                        | 156.0                                                                        | 201.4                                                                        | 249.0                                                                        | 266.6                                                                        | 2310.7                                                                       |
| Humedad relativa (%)                                                         | 52                                                                           | 56                                                                           | 65                                                                           | 70                                                                           | 73                                                                           | 74                                                                           | 74                                                                           | 67                                                                           | 64                                                                           | 65                                                                           | 58                                                                           | 53                                                                           | 64                                                                           |
| Fuente: Climate-data.org 31 de marzo de 2015                                 |                                                                              |                                                                              |                                                                              |                                                                              |                                                                              |                                                                              |                                                                              |                                                                              |                                                                              |                                                                              |                                                                              |                                                                              |                                                                              |

## Educación
La ciudad, al ser la ciudad más importante y poblada del distrito, es donde se encuentra la mayor cantidad de instituciones educativas. Comprende educación preescolar, primaria, secundaria, educación especial y terciaria, la cual se detalla en el siguiente cuadro:
| Número de instituciones educativas en la ciudad | Número de instituciones educativas en la ciudad |
| Ciclo                                           | Número de establecimientos                      |
| ----------------------------------------------- | ----------------------------------------------- |
| Inicial                                         | 19                                              |
| Primario                                        | 18                                              |
| Secundario                                      | 7                                               |
| Especial                                        | 2                                               |
| Terciarios                                      | 14                                              |
| Fuentes                                         |                                                 |

La ciudad de Punta Alta cuenta con dos sedes universitarias; una sede de la Universidad Provincial del Sudoeste y otra de la Universidad Siglo 21, siendo éstas las dos únicas sedes universitarias en el distrito que encabeza.

## Salud

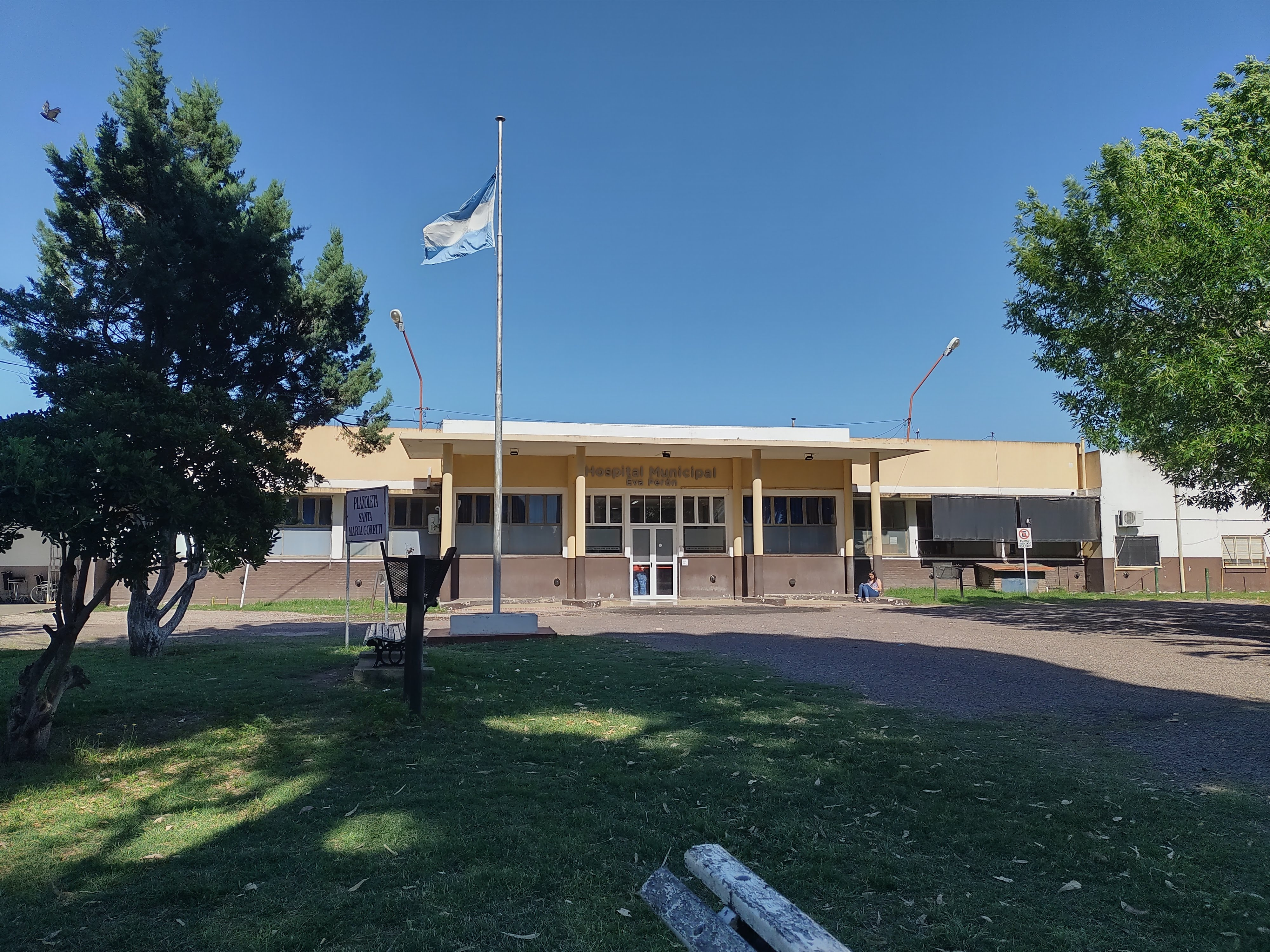
Hospital Municipal de Coronel Rosales "Eva Perón" en la ciudad de Punta Alta.

La ciudad comprende las siguientes instituciones en cuanto a salud:
| Instituciones de salud en la ciudad                          | Instituciones de salud en la ciudad |
| Establecimiento                                              | Dirección                           |
| ------------------------------------------------------------ | ----------------------------------- |
| Hospital Municipal Eva Perón                                 | Uriburu n.º 650                     |
| Hogar Municipal del Anciano                                  | Bernardo de Irigoyen n.º 746        |
| C.P.A.(GABA y Com. de 1/2 Día)-Adicciones                    | Mitre N.º 70                        |
| Sala Médica Ciudad Atlántida                                 | Gral. Paz n.º 150                   |
| Sala de Atención Primaria Villa Laura                        | Dufour y Rosario                    |
| Sala Médica El Congreso                                      | Corrientes n.º 1051 Bo. El Congreso |
| Sala Médica Ingeniero Luiggi                                 | de la Madre n.º 1050                |
| Sala Médica El Trébol                                        | Hipólito Irigoyen n.º 175           |
| Sala Médica Los Rosales                                      | 12 de octubre n.º 646               |
| Sala Médica Nueva Bahía Blanca                               | Tierra del Fuego n.º 584            |
| Fuente: Ministerio de Salud de la Provincia de Buenos Aires. |                                     |

## Servicios Públicos

### Agua
La empresa Aguas Bonaerenses S.A (ABSA) es la encargada de proveer el servicio de agua corriente y cloacas a la ciudad. El principal proveedor de agua para la ciudad es el Dique Paso de las Piedras.

### Luz
El servicio de luz eléctrica en Punta Alta es proveído por la Cooperativa Eléctrica de Punta Alta (CEPA), la cual se constituye como la primera cooperativa eléctrica tanto en el país como en América del sur. A su vez, proporciona servicios de sepelios y, a través del operador Punta Alta Visión, también cuenta con un canal de televisión denominado CEPA-TV.

### Gas
Camuzzi Gas Pampeana S.A. es la empresa que suministra de gas a la ciudad.

### Bomberos Voluntarios
La Asociación Bomberos Voluntarios de Punta Alta fue fundada el 12 de mayo de 1927, momento en el cual la antigua Sociedad de Fomento de Punta Alta decidió que debía organizarse un Cuartel de Bomberos que pudiese atender los siniestros que ocurrieran en la ciudad.
Esta asociación de bomberos es el Cuartel N.º 18 del país y forma parte de la “Federación centro sur de asociaciones de bomberos de la provincia de Buenos Aires”. El cuartel central cuenta con alrededor de 50 bomberos entre hombres y mujeres y tiene una Subcomisión de Damas que colaboran permanentemente en la organización de eventos para recaudar fondos.
El plantel de vehículos disponibles alcanza las 11 unidades, entre autobombas, cisternas, camiones de rescate, transporte de personal y camionetas. También, consta con herramientas especializadas para el trabajo en Accidentes como por ejemplo Tijeras hidráulicas, expansores, cizallas, herramientas neumáticas y muchos más que sirven para ese tipo de tareas específicas.
El cuartel central de Punta Alta realiza tareas en la ciudad ya nombrada, como así también en las localidades rosaleñas de Villa Arias, Villa del Mar y Bajo Hondo, las cuales no tienen central de bomberos debido a la cercanía a la unidad central de Punta Alta. También, cuando los siniestros son muy importantes, actúa junto a los bomberos voluntarios de Pehuén-Co en dicha localidad, como así también en las localidades de la región.

#### Grupo K9 de los bomberos voluntarios de Punta Alta
El grupo de perros K9 de los bomberos voluntarios fue fundado el 20 de mayo de 2014. En la actualidad, cuenta con 8 miembros y 9 canes, de los cuales 3 son cachorros en preparación. En caso importantes son solicitados por la justicia o entes de seguridad con el fin de la búsqueda y rescate del individuo.

## Paisaje urbano

### Arquitectura

Vista aérea del casco céntrico de Punta Alta.

Los primeros asentamientos urbanos se localizaron en cercanías del arroyo Pareja, al iniciarse las obras de Puerto Militar, con su abastecimiento desde el mar. Posteriormente, el eje de crecimiento lo determinó la aparición del ramal inglés a Bahía Blanca (con centro en la estación Puerto Belgrano), que aceleró la afluencia de mercaderías y personas. Se trasladó el núcleo original hasta este lugar, definiéndose la orientación del damero, con la calle Colón paralela a la línea inglesa y con Bernardo de Irigoyen como calle principal, con eje en la estación Puerto Belgrano.
El ferrocarril francés debió adaptarse a las desiguales orientaciones de los dameros de Ciudad Atlántida (en proyecto) y del casco histórico (ya hecho realidad a su llegada). Su primer trazado, desde Rosario a Estación Solier (1910) se apoya sobre el damero de Ciudad Atlántida y su continuación hasta Bahía Blanca (década del ’20) discurre entre el ramal inglés y calle Colón, definiendo un límite preciso al casco.
De la evolución entre 1898 a 1945, se evidencia entonces que el casco histórico de la ciudad de Punta Alta (Colón, Villanueva, Espora, 9 de Julio y el cordón ferroviario entre la Base Naval y Punta Alta) fue originado por el movimiento provocado por el Ferrocarril del Sur, y acotado por la evolución que tuvo el ramal francés, fundamentalmente por el aporte urbanístico paralelo a las vías desde 9 de Julio a Villanueva.
Se produjo a partir de 1930, y hasta la autonomía del partido (1945), convirtiendo a la ciudad en una ciudad cabecera, un gran incremento en las construcciones tanto públicas como privadas: el matadero, cordón cuneta y pavimento en numerosas calles, veredas, canteros y colocación de juegos de la plaza, etc.

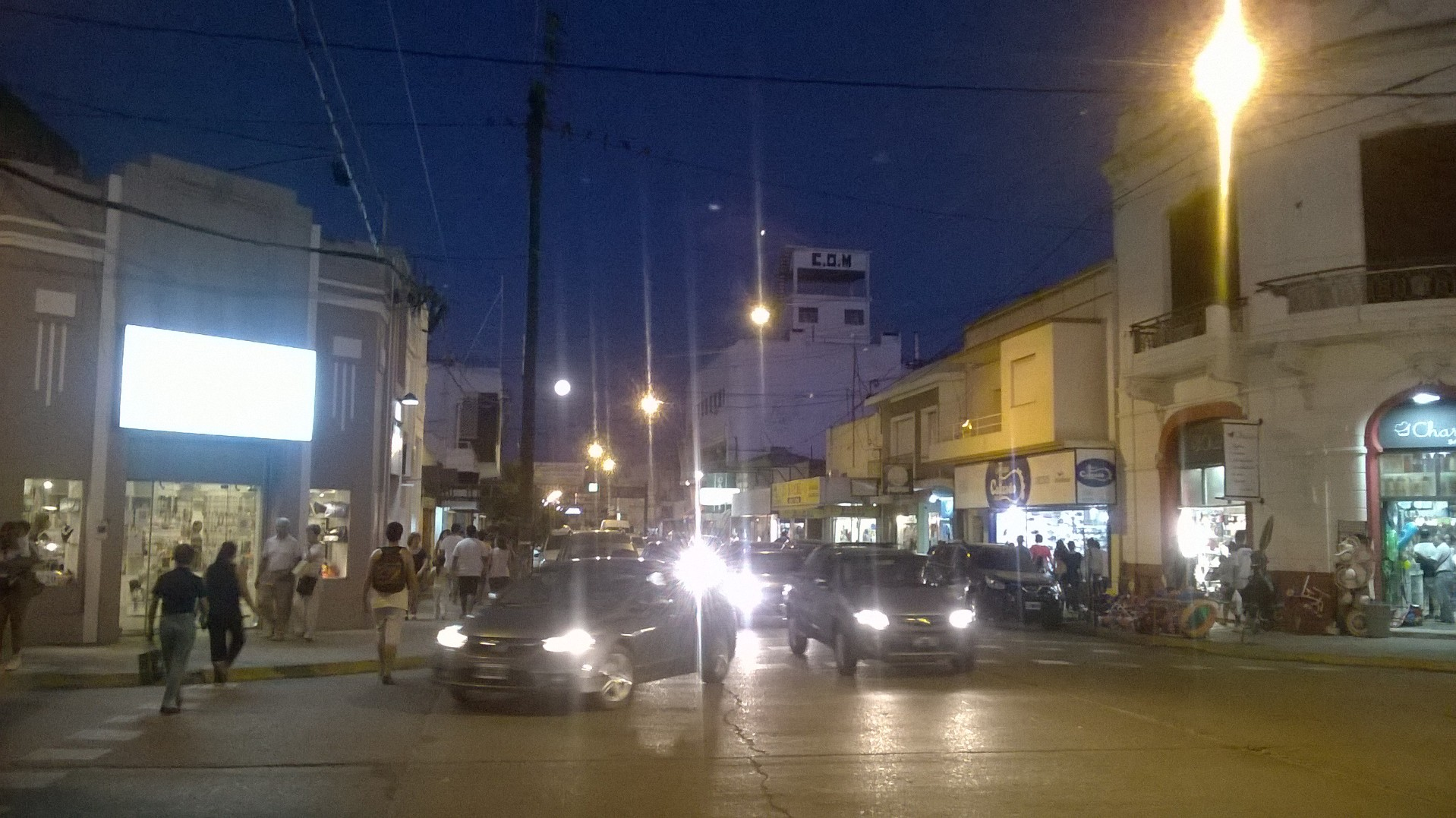
Esquina de Bernardo de Irigoyen y 25 de Mayo, zona céntrica y comercial de Punta Alta

El área de edificación de la ciudad en la actualidad está compuesta mayoritariamente por viviendas, barrios antiguos y recientemente construidos, también se encuentran en el centro de la ciudad los edificios públicos, la zona comercial de la ciudad y algunos espacios verdes, tanto en parques y plazas. Frente a la plaza General Belgrano, la principal plaza de la ciudad, se encuentran las principales edificaciones públicas, como la iglesia María Auxiliadora, Escuela Primaria 2, la Municipalidad, el Concejo Deliberante, el Destacamento de Policía, el Correo, el Centro Cívico, la Terminal de Ómnibus, el Hospital Municipal Eva Perón, la Biblioteca Juan Bautista Alberdi, Colegio Estrada, Jardines de Infantes, entre otros edificios de importancia.
La parroquia María Auxiliadora se inauguró en 1942. Es un edificio característico por su eclecticismo que combina rasgos estructurales góticos con elementos decorativos propios del art déco vigente en la época.
El ex edificio de la delegación municipal, actual palacio municipal de Coronel Rosales es de estilo neocolonial y responde a los postulados ideológicos de esos años. Fue inaugurado en 1943.
La ausencia de edificación en altura responde a las características del suelo y subsuelo, que por su constitución arenosa dificulta la construcción de edificios de más de tres plantas.

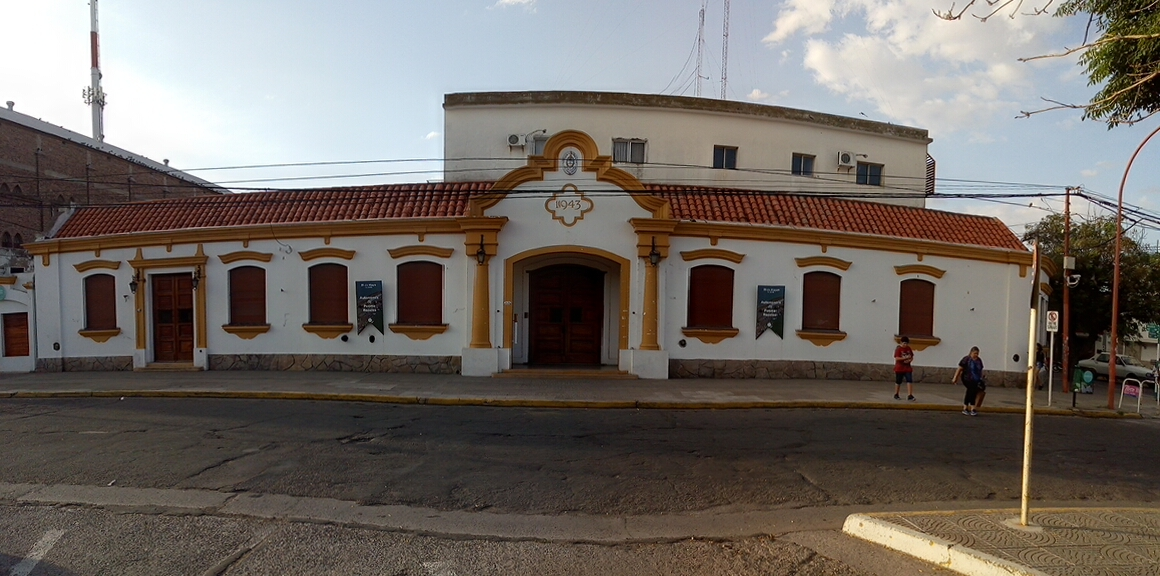
Palacio municipal del Partido de Coronel Rosales
Torre de la iglesia de Punta Alta
Museo Histórico de Punta Alta
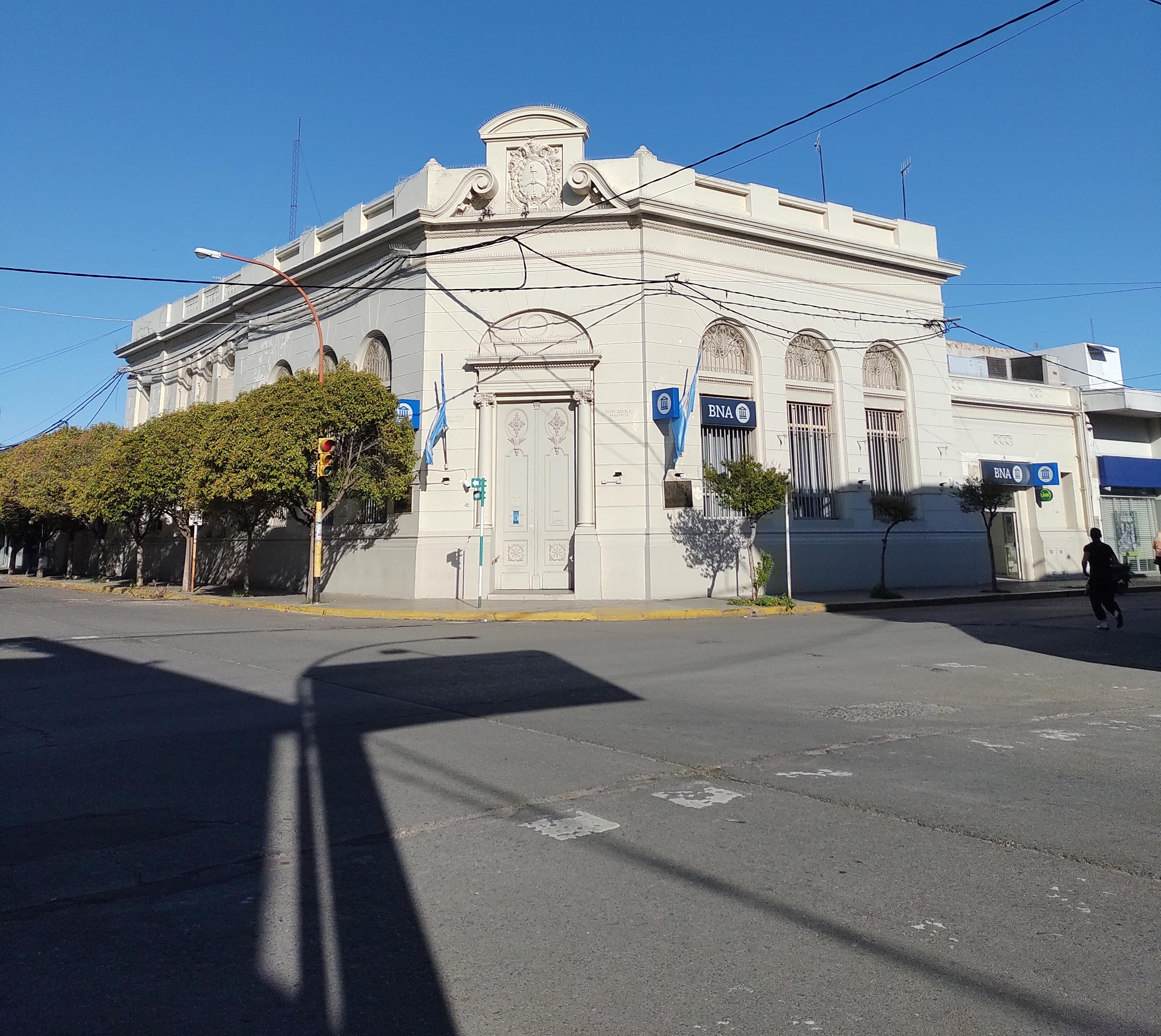
Banco Nación de Punta Alta

### Espacios verdes
En Punta Alta hay un aproximado de 12 espacios verdes, entre los que se encuentra el Parque San Martín, el cual es el espacio verde más grande de la ciudad de Punta Alta y del distrito, y que ocupa exactamente doce hectáreas, contando con más de veinte especies arbóreas, de las cuales son originarias del parque el monte de eucaliptos, ciprés lambertiana, cipreses varios y algunos pinos. 
También se encuentra el Parque Sarmiento, en donde se encuentra la Pista de Skateboard y la Plaza General Belgrano, la cual es la principal plaza del distrito. El resto de la ciudad presenta plazas materializadas dentro de barrios.

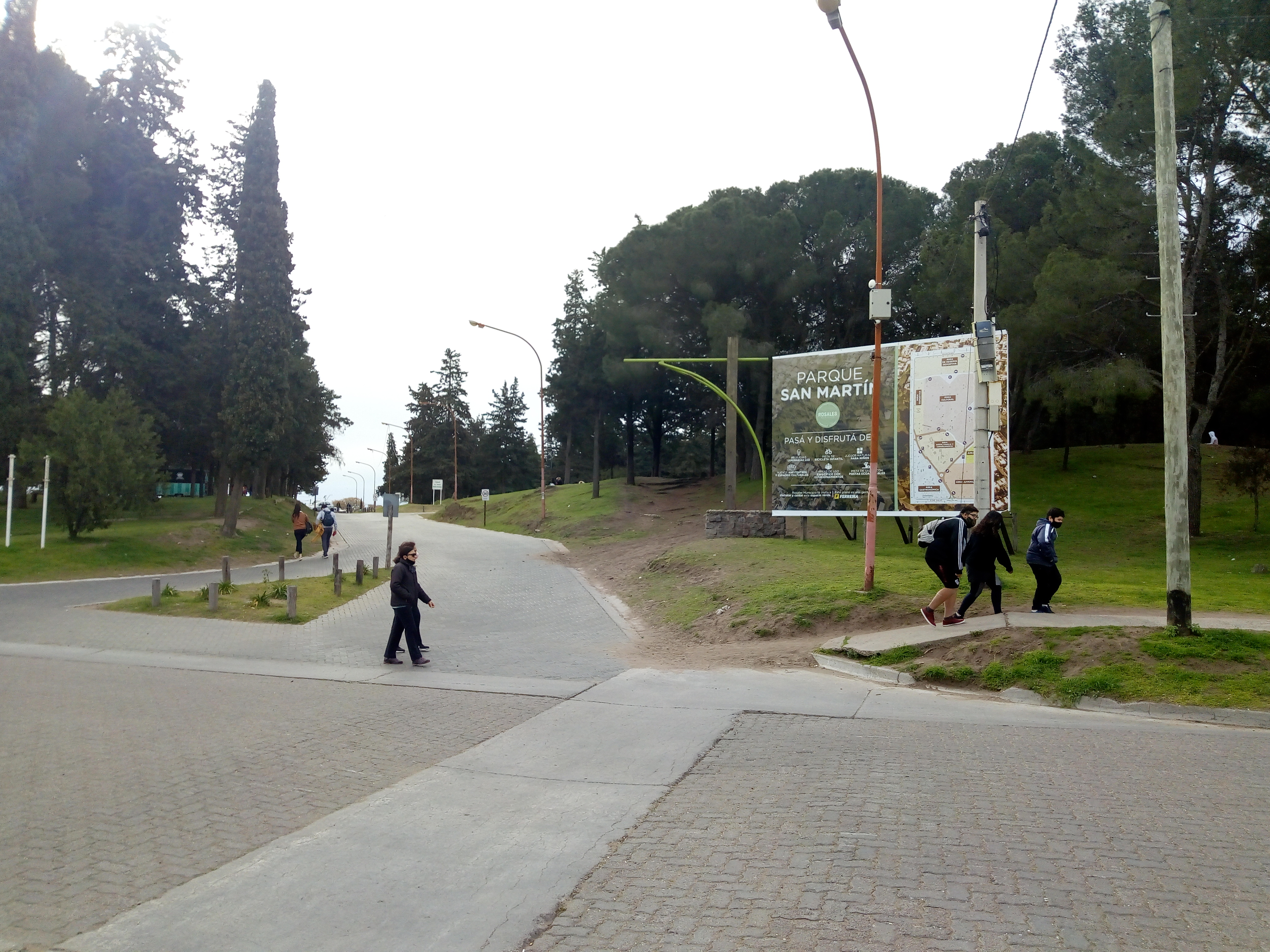
Entrada principal al parque San Martín en la ciudad de Punta Alta.
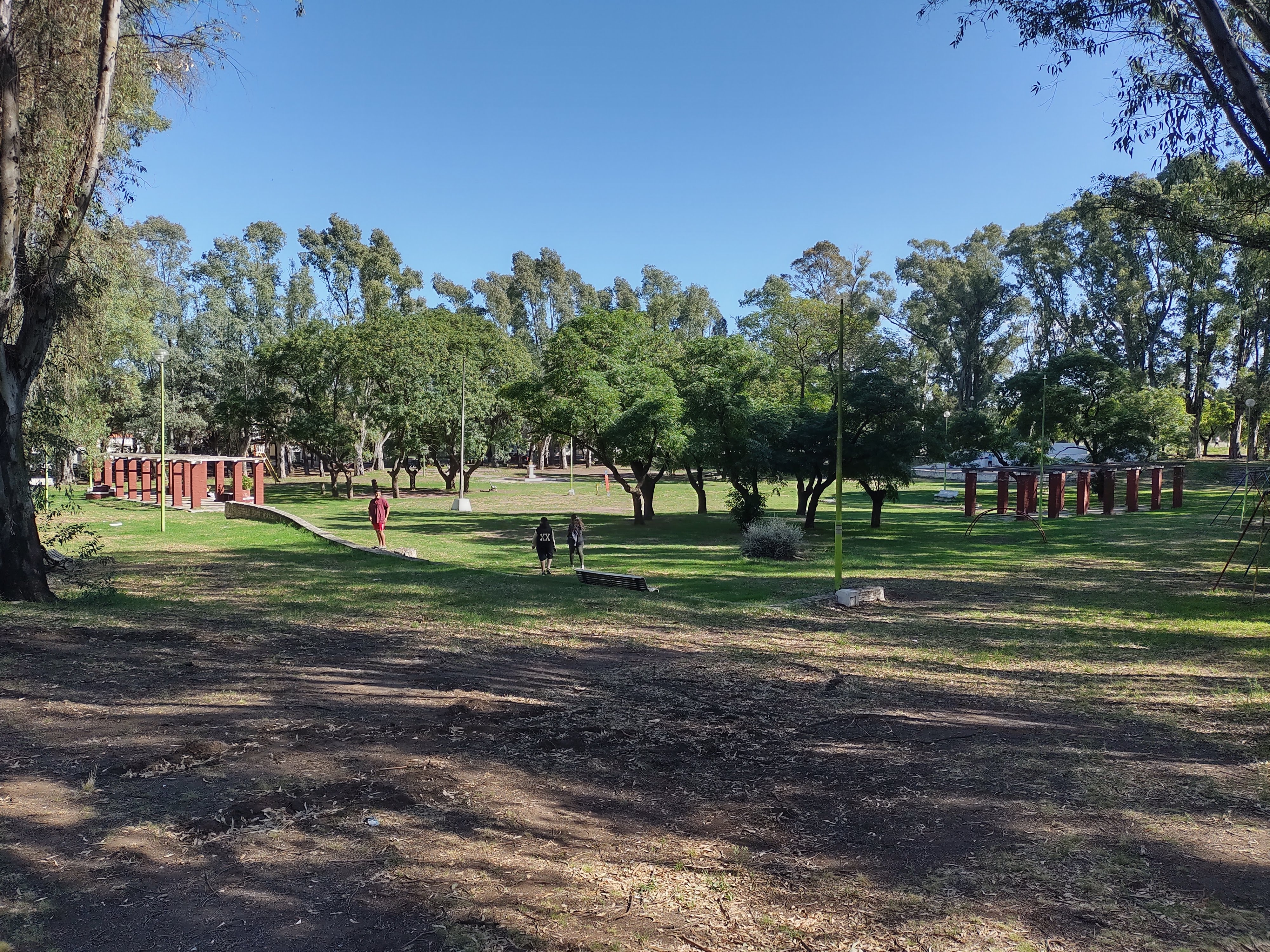
Parque Sarmiento, en la localidad de Punta Alta.
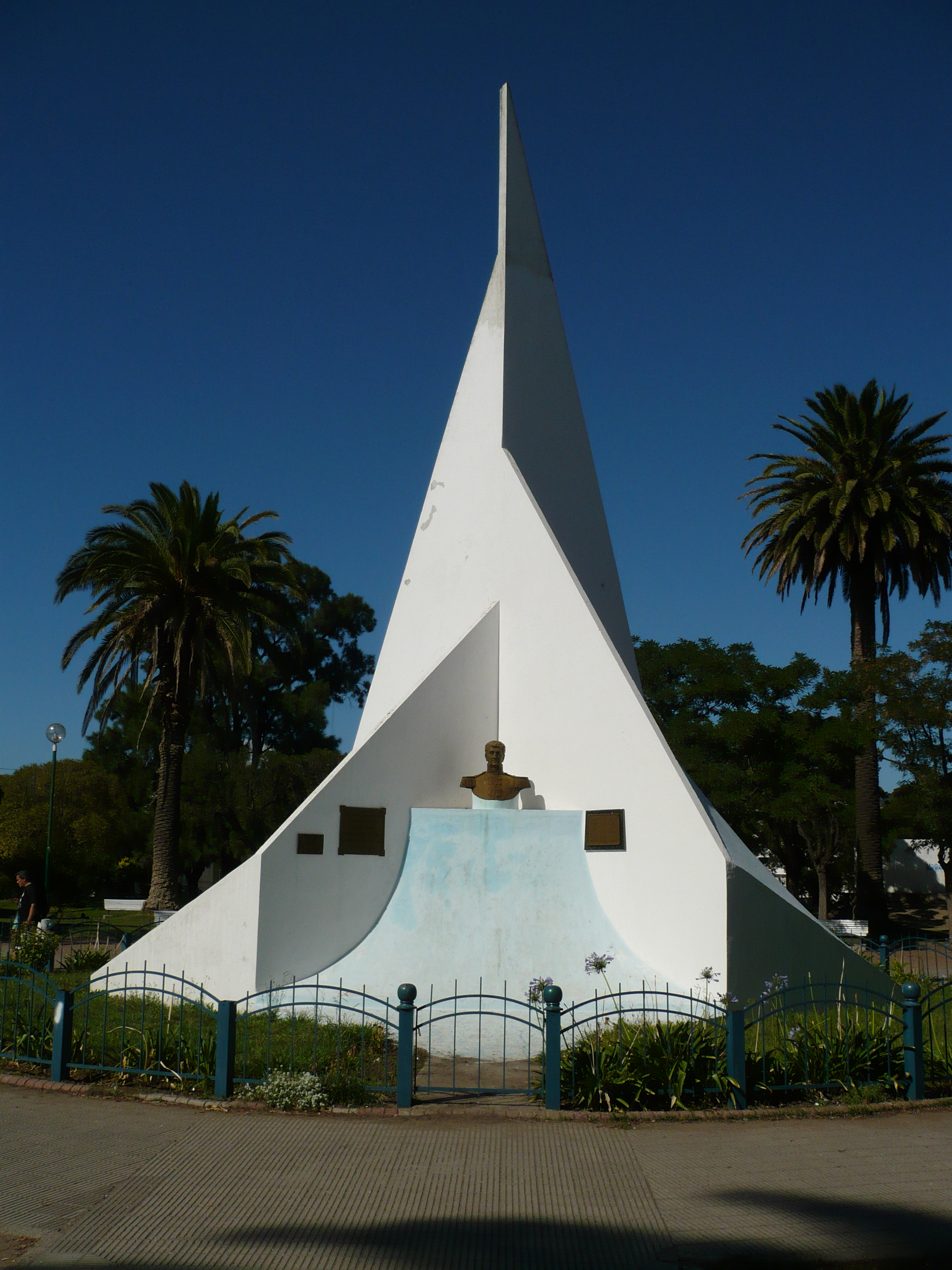
Monumento a la bandera en el centro de la "Plaza Belgrano"
Arco de entrada de la "Plaza Belgrano"

## Cultura

### Museos y afines
La ciudad posee una amplia variedad de museos, ya sea de historia, ciencia y turismo, los cuales están enumerados a continuación:
- Archivo Histórico Municipal de Punta Alta: Surgió para cubrir la necesidad de desarrollo de los mecanismos sociales e institucionales necesarios para explotar la información que conforma el patrimonio cultural comunitario. Creado por la ordenanza 2.694 del 12 de mayo de 1999, se lo define como la institución adecuada para resguardar, preservar y difundir el acervo histórico documental del pasado. Cuenta en su acervo con documentación municipal oficial y colecciones particulares. Dicho material es de acceso libre y gratuito para profesionales o público en general, salvo aquel que requiera especial cuidado para su preservación. La misión del Archivo es la de inculcar el valor que poseen las fuentes en la divulgación del conocimiento del pasado, comprensión de los procesos históricos y la construcción de la identidad colectiva. Sus actividades van más allá de la guarda, ordenación, clasificación, preservación y difusión del material. Desde su seno se generan investigaciones que involucran el rastreo de nueva documentación que pasan a formar parte de su fondo Documental.
- Museo Municipal de Ciencias Naturales "Carlos Darwin": Referente a nivel regional, atesora una importante colección de la historia geológica del partido. Cuenta con un amplio salón para la exposición permanente del material, que también alberga frecuentes exposiciones temporarias.
- Museo Histórico Municipal Pedro E. Giachino: El museo invita a realizar una recorrida por el pasado puntaltense, basado en cuatro núcleos temáticos: Poblamiento inicial, Puertos y Ferrocarril, Actividades industriales y comerciales, Autonomía comunal.
- Museo Naval Puerto Belgrano
- Museo Histórico Veteranos de Guerra de Malvinas "Sequeiros-Jerez"
- Museo Histórico Crucero A.R.A. General Belgrano
- Museo de la Infantería de Marina Baterías
- Sala de Interpretación Paleontológica "F. Ameghino"
- Complejo Cultural Ex Estación Solier
- Casa Municipal del Tango[38]

### Grupos de Teatro Independientes
- Grupo de Teatro "La Terraza"
- Grupo de teatro Punta Alta
- Grupo de teatro La Bartola
- Grupo de teatro "X Amor Al Arte"
- Grupo de Teatro "Giroscopio"

### Características de la ciudad
Punta Alta acogió residentes de todas las provincias argentinas a lo largo de su historia, quienes se asentaron sobre una población de base compuesta en su mayoría por inmigrantes europeos (italianos principalmente y también un gran número de españoles y europeos del norte y este). Un ejemplo de este fenómeno de inmigración lo constituyen los más de 8.000 jujeños y salteños que actualmente habitan en esta ciudad, además de muchos habitantes de otras provincias, fundamentalmente del norte y cuyo de la Argentina, por consecuencia de la Base Naval Puerto Belgrano como lugar de trabajo. Tal diversidad étnica constituye una de las riquezas culturales de Punta Alta, donde coexisten centros de residentes provincianos, además de las sociedades española e italiana.

## Himno
En 1948, Punta Alta celebraba sus aniversario número cincuenta. Con el objetivo de organizar los festejos ante un nuevo aniversario, se designó a una Comisión, siendo dentro de ella donde surgió la idea de realizar un concurso para dotar a la población de la ciudad de un himno. 
Se presentaron trabajos de toda la zona y finalmente fue proclamado vencedor el poema enviado por el padre Luis Carlos Montero, antiguo vicario de la iglesia parroquial local. Posteriormente, en 1952 el compositor puntaltense, Rubén Lasdica, le puso música y lo hizo cantable. 
Por la Ordenanza N.º 655, el 4 de junio de 1965, se declara oficial al Himno a Punta Alta, Siendo cantado por primera vez en el homenaje al 67.º aniversario de la ciudad realizado en la Escuela N.º 2, el día 3 de julio de 1965 por Atilio Dapsich, recitado por Antonio Bermejo y el profesor Lasdica en el piano.
El mismo consta de dos partes; recitado y canto:

Himno a Punta Alta
Letra:   Presbítero Luis C. Montero
Música:  Rubén Mario Lasdica
Canto
A Punta Alta cantemos un himno
En honor del trabajo y la paz
¡Viva, viva! ¡Punta Alta!, gritemos
al compás de las ondas del mar.
Era el Indio el señor del desierto
En las dunas y las Pampas del sur,
Cuando tu te elevaste en la costa
Entre rizos de arena y azul.
La unión es tu fuerza y bandera
El progreso es tu norte y tu fin
El trabajo es tu pan y tu vida,
Que hoy tu nombre remonta el cenit.
Las sirenas martillos y yunques
De la Base y Escuadra de Mar.
Hoy tu nombre a porfía repiten
Y proclaman tu Gloria sin par.
¡Puntaltenses! Marchemos unidos,
en procura de un noble ideal.
¡Rosaleños! Cantemos un himno
a Punta Alta y la Base Naval!
Recitado
A Punta Alta cantemos un himno
En honor del trabajo y la paz
¡Viva, viva! ¡Punta Alta!, gritemos,
al compás de las ondas del mar.
Cuando el mago Ingeniero Luiggi
Una Base Naval ideó,
Cual su hermana gemela naciste;
Bendecida del dedo de Dios.
Era Arroyo Pareja tu puerto,
Avanzada en los mares del sur,
Que nación bajo el signo sagrado
De una noche clavada en la cruz.
Tu Punta Alta, naciste a la vida,
Cual sirena que surge del mar;
Y es “Rosales” tu nombre de pila.
Al llegar a mayor en edad.
¡Puntaltenses! Marchemos unidos,
en procura de un noble ideal.
¡Rosaleños! Cantemos un himno
a Punta Alta y la Base Naval!

## Transporte
La ciudad está vinculada al resto del país a través de las diferentes rutas, como la Ruta Nacional 3 con salidas al norte hacia la Ciudad de Buenos Aires recorriendo todo el Este Bonaerense y el  sur conduciendo hacia Bahía Blanca y al portal de ingreso de toda la Patagonia. Otras rutas Nacionales, como la Ruta Nacional 22, la Ruta 35 y la Ruta Nacional 33 conectan la ciudad con las provincias de Río Negro, La Pampa y el oeste de la provincia de Buenos Aires. 

### Transporte urbano
La ciudad cuenta con 8 líneas de colectivos. Las empresas que son prestatarias del servicio son:
- Transporte El Villarino: Línea 319, la cual conecta la ciudad con la ciudad de Bahía Blanca, y en su trayecto incluye la localidad rosaleña de Villa Arias y la bahiense de Grünbein.
- Compañía Belgrano S.A. (Línea Azul): Línea 501, Línea 503, Línea 503 BIS (Villa Arias), Línea 505.
- Compañía Puntaltense S.A. (Línea Roja): Línea 502, Línea 504, Línea 504 BIS.
- Compañía PuntalTOUR S.A.: Línea 510 (Punta Alta)

### Transporte interurbano
La ciudad cuenta con una Terminal de ómnibus municipal la cual permite el movimiento de pasajeros, conectando la ciudad con las ciudades aledañas y del resto del país.

## Deportes

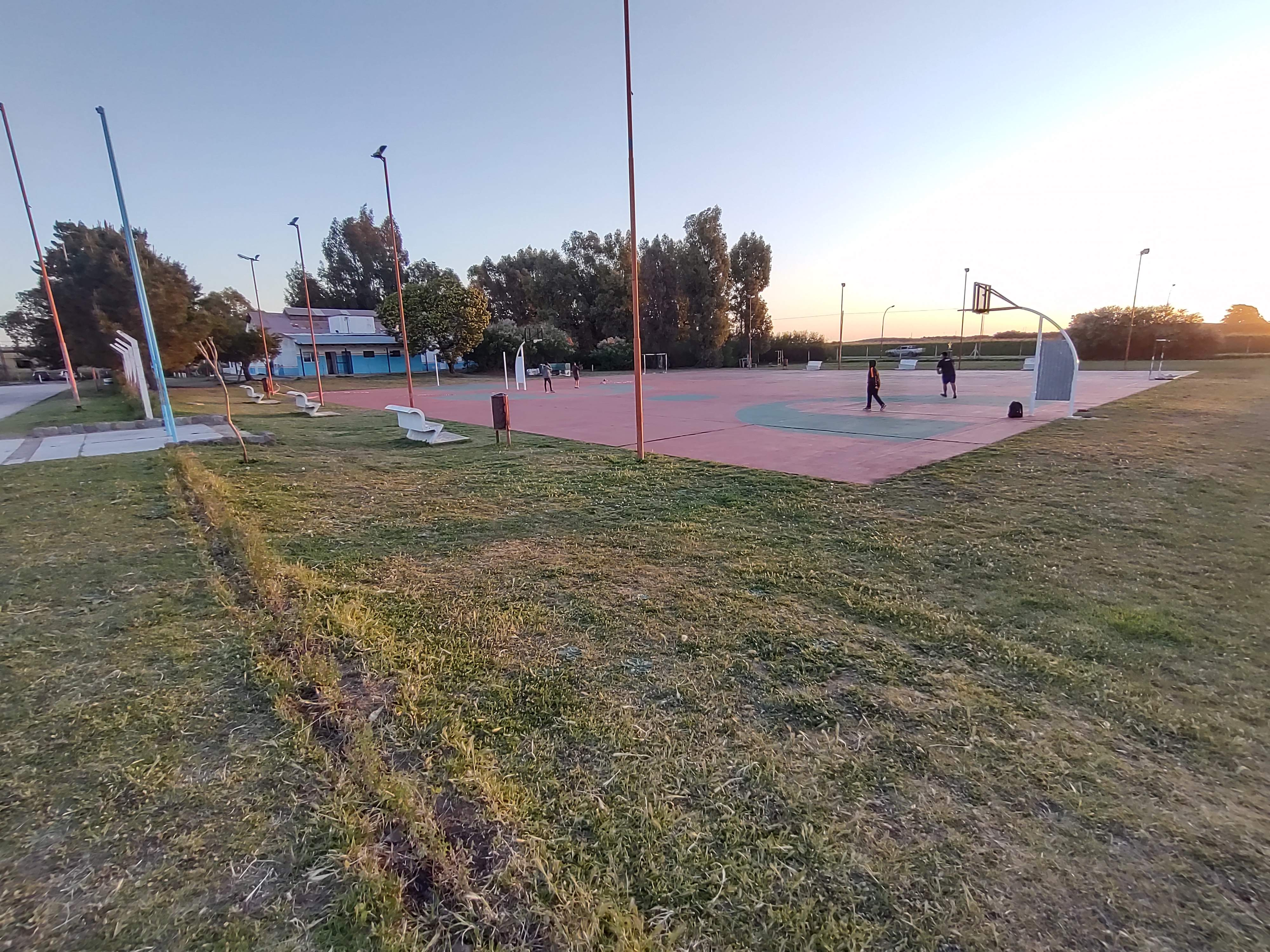
Polideportivo municipal en Punta Alta, Coronel Rosales.

Las actividades deportivas más practicadas son el fútbol y el básquet. Pero también es posible la práctica de otros de deportes tales como natación, karate, tenis, equitación (en la Ponderosa y Puerto Belgrano), pesca, voleibol, rugby, hockey, atletismo, bochas, Skateboarding y Bmx en la pista del Parque Sarmiento, Levantamiento Olímpico de Pesas y ajedrez, entre otras disciplinas. En esta última, se destaca el referente es Héctor Jorge, el cual ganó dos Prix provinciales y participó en dos argentinos de la especialidad. 
También cuenta con 2 predios municipales donde se pueden practicar gratuitamente los deportes deseados.

### Clubes de fútbol
Punta Alta tiene dos clubes de fútbol profesional, afiliados a la Liga del Sur (Bahía Blanca). Más tarde se Afiliarian a Esta Liga el Club Juventud Unida y Puerto Belgrano.El Primero Exclusivamente para las juveniles y el último para futbol femenino y juveniles.
- Club Rosario Puerto Belgrano, su estadio es el Coloso del Cemento.
- Club Atlético Sporting, su estadio es el Estadio Enrique Mendizábal.
- Futbol Club Puerto Belgrano
- Club Social y Deportivo Juventud Unida
- Club Social Menores y Mayores

### Clubes de básquet
- Club Comandante Espora
- Club Social y Deportivo Altense
- Club Ateneo
- Club Atlético Los Andes
- Club Atlético Carlos Pellegrini Punta Alta

### Clubes de Vóley
- Club Comandante Espora
- Club Ateneo
- Club Volley Puerto Belgrano

### Clubes de Rugby
- Rugby y Hockey Puerto Belgrano
- Punta Alta Rugby Club

### Clubes de Hockey
- Hockey Club Atlético Sporting
- Club de Hockey del Polideportivo Municipal
- Club de Hockey Puerto Belgrano.

### Clubes de Pesca
- Club de pesca "Los 40"
- Club "Los Picaditos"

### Balonmano
En el año 2013, en junio de ese año, jóvenes en el Club Social y Deportivo Altense de esta ciudad comenzaron a practicar este deporte con la ayuda de varios profesores, pero en el año 2016, fue descontinuada. En el año 2016 la actividad se comenzó a realizar en el Club Ateneo, con la idea de competir en la ciudad de Bahía Blanca. Pero pareciera ser que el deporte fue descontinuado también, Actualmente y desde 2021 el único Club que se dedica a este deporte es el Punta Alta Rugby Club.
- Punta Alta Rugby Club

### Atletismo
En la ciudad se encuentra el Club Luz y Fuerza, donde se practican diferentes disciplinas atléticas (Carrera de velocidad, Salto de longitud, Salto de altura, Triple salto, Marcha atlética, Lanzamiento de jabalina, Lanzamiento de disco, Lanzamiento de bala, Lanzamiento de martillo, Carrera de larga distancia, etc.). El club cuenta con varios deportistas destacados como Silvina Ocampos, atleta en Triple Salto de gran trayectoria a nivel nacional e internacional.

### Volovelismo
El Aeroclub Punta Alta es una asociación deportiva dedicada a la práctica y promoción de las actividades aeronáuticas.

### Otros deportes
- Karate do-shotokan (que si bien no es un deporte como tal, existen 2 dojos en la ciudad)
- Tenis
- Golf
- Náutica
- Pesca
- Vóley
- Kite surf
- Wind surf
- Hockey
- Automovilismo
- Pádel
- Ajedrez
- Skate
- Bmx
- Natación
- Levantamiento de Pesas

## Medios de comunicación

### Medios Escritos
Actualmente en la ciudad, se puede encontrar el diario La Nueva, de la ciudad vecina de Bahía Blanca. En la década pasada, se vendía el diario local El Rosalenio pero por las nuevas tecnologías, esta pasó a estar únicamente en formato web

### Televisión por Aire
En Punta Alta, se pueden ver el Canal 7 y Canal 9 de Bahía Blanca. En el año 2009, comenzaron las primeras transmisiones de Airevisión canal 6 Punta Alta, el primer canal de TV por aire de la ciudad. Actualmente, este canal transmite de forma analógica y en digital, en junio de 2012 comienzan las primeras transmisiones de la señal Digital, siendo el primer canal de la región y uno de los primeros del interior del país en realizar una transmisión en el Sistema Argentino de Televisión Digital con tecnología desarrollada totalmente en la ciudad de Punta Alta el canal cuenta con un noticiero local y varios programas de producción propia

### Televisión por Cable
La empresa Cablevisión, cuenta con su señal local conocida como Canal 2. Esta cuenta con producciones locales y un noticiero. Otro operador de la ciudad es Punta Alta Visión, que también cuenta con su canal denominado CEPA-TV (anteriormente conocido como Canal 4).
Nuevos Medios Digitales
Las nuevas plataformas de medios impulsaron la creación de nuevas formas de comunicación. Tal es el caso de Extra Noticias que además de ser un portal digital de noticias, cuenta con un servicio de streaming diario de noticias en Facebook y tiene presencia en X, YouTube, Instagram, Tik Tok y Whatsapp. Lo que sucede, ahora los consumidores de noticias lo pueden ver en vivo y en directo por sus redes sociales.

### Radios de Punta Alta
- 88.1 MHz: Radio Rosales (Informativa) (Repetidora de Radio Mitre de Buenos Aires)
- 90.5 MHz: Radio Uno
- 90.9 MHz: NQP Radio (Repetidora de Comodoro Rivadavia)
- 96.9 MHz: Radio Activa (Música las 24 horas, Hits Actuales)
- 97.3 MHz: FM Sensación (Contenido Tropical)
- 97.5 MHz: Radio Mega (Informativa)
- 98.1 MHz: FM La Brújula 24 (Retransmisiones de Bahía Blanca).
- 98.5 MHz: 98.5 Radio (Repetidora de La 100 de Buenos Aires)
- 99.7 MHz: Radio Redes (Contenido Religioso)
- 100.1 MHz: FM Del Mar ( Contenido variado)
- 102.5 MHz: Radio 2001 (Informativa y música)
- 103.3 MHz: De la costa radio (Música)
- 103.7 MHz: FM Centenario (Música)
- 104.1 MHz: FM Kairos (Contenido Religioso)
- 104.5 MHz: Radio Kaos (Música)
- 106.5 MHz: FM de Punta (Repetidora de Radio Vale de Buenos Aires)
- 107.7 MHz: FM Paraíso (Contenido Tropical)

## Personalidades destacadas
- Políticos: Ricardo Echegaray, Gabriela Cerruti
- Deportistas: Domingo Blanco, Marcelo Escudero, Roque Marrapodi, Jorge Faggiano, Francisco Filippa, Sergio Daniel Escudero, Román González, Martín Cortés, Luis María Bonini, Federico Moya, Mauro Laspada, Juan Tévez, Silvina Ocampos.
- Científicos y/o investigadores: Floreal Antonio Ferrara
- Periodistas: Hernán Rapela
- Músicos: Hernán Rapela ,
- Artistas: Oscar Araiz, Maximiliano Ghione
- Filósofos: Elma Kohlmeyer de Estrabou
- Sociólogos: Fortunato Mallimaci

## Religión

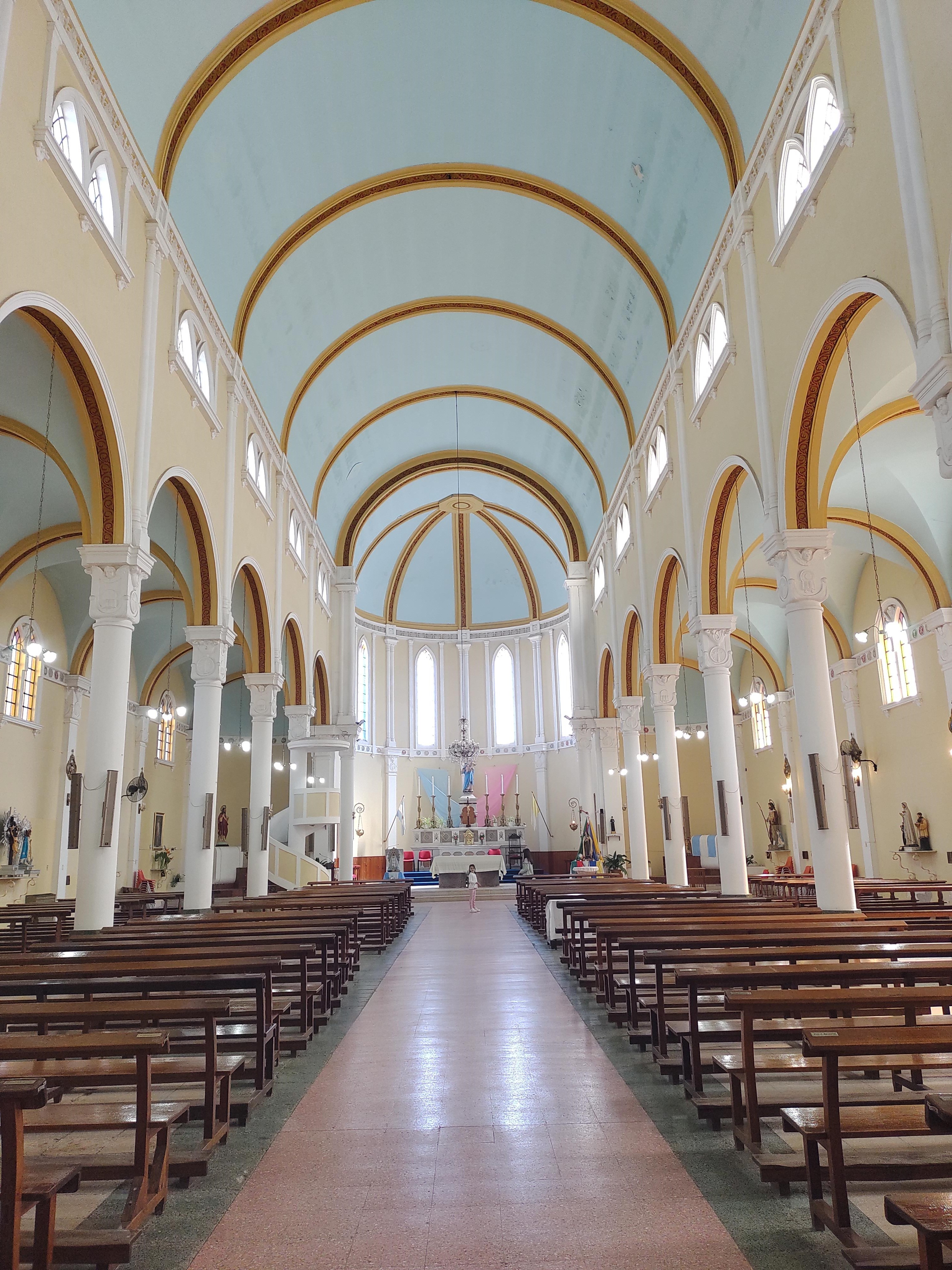
Interior de la iglesia María Auxiliadora.

La religión católica está amparada bajo la arquidiócesis de Bahía Blanca de la Iglesia católica. Sus parroquias son Cristo Rey, María Auxiliadora, Sagrado Corazón de Jesús y San Pablo. En Puerto Belgrano se encuentra la parroquia Stella Maris, que pertenece al Obispado Castrense de Argentina, del cual es una capellanía.

## Accesos
Se llega de Buenos Aires a Punta Alta, por la Ruta Nacional 3, que empalma con la Ruta Nacional 249 y la Ruta Nacional 229, principales accesos a la ciudad. La RN 3 atraviesa todo el distrito conectándolo hacia el sur del país y se vincula además con la RN 33 cuyo trazado va hacia Córdoba y Santa Fe, y la RN 35 hacia la Pampa y Cuyo. La RN 229 enlaza a Punta Alta, con Villa del Mar y Villa Arias, y se encuentra con la RN 3 a la altura del kilómetro 650 de ésta.

## Ciudades hermanas
Punta Alta firmó lazos de hermandad con las siguientes ciudades:
| Ciudades hermanadas con Punta Alta |           |                              |
| Ciudad hermanada                   | País      | Fecha y año de hermanamiento |
| Carmelo                            | Uruguay   | 24 de mayo de 1972           |
| Barcellona Pozzo di Gotto          | Italia    | 2 de octubre de 2008         |
| Caucete                            | Argentina | 7 de julio de 2014           |
| Puerto Belgrano                    | Argentina | -                            |